# Sd.Kfz. 231 8 rad
La Sd.Kfz. 231 Schwerer Panzerspähwagen 8 rad (autoblindo pesante da ricognizione a 8 ruote SdKfz 231) era un'autoblindo da ricognizione tedesca, che sostituì la precedente 6 rad e quindi venne usata nello stesso ruolo, cioè come veicolo da esplorazione tattica. La produzione iniziò nel 1935 e due anni dopo i primi modelli vennero distribuiti alle truppe, l'autoblindo operò per tutta la seconda guerra mondiale.
Dal momento che la numerazione venne lasciata uguale alla precedente si decise, per distinguere le due autoblindo, di aggiungere il suffisso (8 rad), mentre nel linguaggio comune vennero più semplicemente chiamate achtrad (ottoruote).

## Lo sviluppo
Lo sviluppo di nuove autoblindo per l'esercito tedesco iniziò prima della presa di potere del regime nazista, in quanto si appoggiò al centro di Kazan' in Unione Sovietica, dato che il trattato di Versailles limitava notevolmente le capacità di sviluppo di veicoli militari in Germania (era ammessa solo la costruzione di autoblindo per il mantenimento dell'ordine pubblico, ed ogni serie doveva essere approvata in modello e quantità dalla commissione di controllo), le autorità tedesche si accordavano con nazioni estere per sviluppare i loro veicoli militari, trasferendo anche tecnologia in queste nazioni, generalmente meno avanzate della Germania in campo bellico. Gli studi sulle autoblindo effettuati in segreto a Kazan' portarono, come soluzione ottimale, a un'autoblindo 8x8 (Mannschafts Transportwagen I), tuttavia la soluzione presentava notevoli complessità da punto di vista della costruzione, che, a loro volta, si riflettevano in un costo molto elevato del mezzo. Considerando che si era nel 1929 e le finanze della Repubblica di Weimar non potevano ancora essere considerate floride, le autorità ripiegarono su una soluzione di compromesso, autorizzando la costruzione di un'autoblindo 6×4 sul telaio di camion già esistenti (la Sd.Kfz. 231 6 rad).
La SdKfz 231 6 rad mostrò subito i suoi limiti, in quanto, essendo di derivazione automobilistica, aveva notevoli prestazioni su strada, che però decadevano appena si passava all'utilizzo su terreno vario, anche a causa del fatto che solo le 4 ruote posteriori erano motrici, d'altra parte indicava chiaramente la buona progettazione in termini di armamento e di abitabilità. In base a queste considerazioni nel 1934 la Büssing NAG riprese la progettazione di un'autoblindo a 8 ruote, la cui costruzione cominciò l'anno successivo.

## La tecnica
La SdKFz 231 8 rad era costruita sul telaio GS della Büssing NAG, su una struttura rettangolare a travi sulle quali venivano montati sia gli organi del motore e dalla trasmissione sia la carrozzeria blindata. Alla stessa struttura erano collegati i supporti mobili delle ruote, che erano indipendenti come sospensioni ed erano tutte motrici e tutte sterzanti. La struttura del telaio si basava su 2 longheroni con sezione a Z, e 2 traverse tubolari in prossimità dei 2 gruppi di ruote. Queste traverse facevano anche da perno alle sospensioni a balestra, mentre i 4 gruppi di riduzione erano fissati direttamente sui longheroni aumentandone la robustezza. Le postazioni di guida erano 2, una anteriormente ed una posteriormente al veicolo, per facilitare la guida in ritirata.
Il motore era il Büssing-NAG L8V (8 cilindri a V) a benzina, raffreddato ad acqua, con 150 hp di potenza che davano un rapporto potenza-peso di quasi 20 hp per tonnellata. Il motore era in posizione posteriore ed il radiatore era protetto da una persiana e, raramente, anche da una copertura continua. Successivamente la potenza del motore fu portata a 180 hp, aumentando l'alesaggio del motore, aumentando così la velocità massima a 100 km/h. La potenza del motore era trasmessa a tutte e 8 le ruote.
L'armamento era simile a quello delle SdKFz 231 6 rad, con un cannone 2 cm KwK 30 o KwK 38 e una MG34 coassiale.
La blindatura era supportata in molti esemplari da una struttura forata spessa 10mm e distanziata dallo scafo, anche per poter essere usata come portadotazioni varie. Le feritoie di guida erano presenti anche sui lati della corazza. La corazzatura era leggera (lo spessore massimo era di 15 mm), saldata e opportunamente inclinata e la rigidezza del guscio blindato consentiva di poter utilizzare un telaio leggero.

## Prestazioni e impiego
La SdKfz 231 8 rad si dimostrò un veicolo con ottime prestazioni sia su strada sia su terreni estremamente difficili per i veicoli a ruote, tanto da poter operare anche nella rasputiza russa e sulle sabbie del Nord Africa. La mobilità del veicolo gli permetteva di superare una trincea di 1,25 m e un guado di 1m. La soluzione proposta per il veicolo tuttavia aveva 2 problemi intrinseci: il primo era la complessità meccanica dato che trasmettere il movimento indipendentemente a 8 ruote richiedeva un sistema di cambio differenziali notevolmente complesso, costoso e dai lunghi tempi di fabbricazione. Il secondo problema era dato dalla la sagoma, troppo alta per rendere questi veicoli facilmente mimetizzabili, ma, considerando la meccanica adottata, era impossibile ridurre l'altezza conservando l'abitabilità del veicolo. In tal senso, le vecchie SdKfz 231 6 rad, più basse di circa 10 cm, erano comunque avvantaggiate. Anche la potenza di fuoco e corazzatura, come anche l'autonomia erano poco migliori rispetto alla 6 rad.
Il blindato base venne prodotto tra il 1937 e il 1942 in 1235 esemplari. Alla fine del 1942 arrivò il sostituto, la Sd.Kfz. 234. In questo periodo, e fino alla fine della seconda guerra mondiale, il veicolo operò su tutti i fronti, inquadrato nei reparti esploranti delle divisioni tedesche.
Dalla fine del 1942 furono costruite sul telaio della 8 rad le Sd.Kfz. 233, con il cannone corto KwK 37 da 75mm in casamatta aperta superiormente per il supporto di fuoco antipersonale ai reparti da ricognizione, in produzione dal 1942. Il veicolo era molto riuscito, a parte la ridotta brandeggiabilità del cannone in casamatta.

## Varianti

### Sd.Kfz. 231
La variante standard da ricognizione prodotta dal 1937 al 1941. Da luglio 1941, le esigenze dei reparti da ricognizione vennero soddisfatti interamente dalla produzione dei successivi Sd.Kfz. 232 senza equipaggiamento radio supplementare. Il nome ufficiale era Schwerer Panzerspähwagen Sd. Kfz. 231 (8-rad).

### Sd.Kfz. 232
Il Sd.Kfz. 232 (8-Rad), prodotto dal 1938 al 1943, era una variante posto-radio con apparecchio a medio raggio e grande antenna aerea. Dal 1942 questa venne rimpiazzata da una piccola antenna a stella (Sternantenne), reinstallata anche sugli esemplari pre-esistenti. Il nome ufficiale era schwerer Panzerspähwagen (Fu) Sd. Kfz. 232 (8-rad).

### Sd.Kfz. 233
Questa variante era equipaggiata con il cannone corto 7,5 cm KwK 37 L/24 ed era basata sulla sovrastruttura aperta del veicolo posto-radio Sd.Kfz. 263. La Büssing-NAG costruì 109 esemplari di questo modello tra dicembre 1942 e ottobre 1943. Altri 10 mezzi furono convertiti dagli chassis del 263. Questa variante entrò in servizio nel 1942 e rimase in uso per tutta la guerra. Erano organizzati in un plotone di 6 veicoli, assegnato ad ogni battaglione da ricognizione. Il nome ufficiale era Schwerer Panzerspähwagen (7,5 cm) Sd. Kfz. 233.

### Sd.Kfz. 263

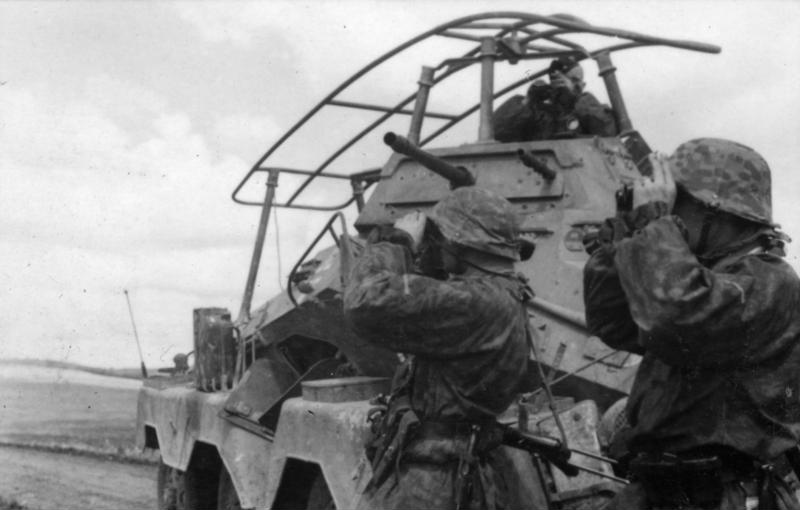
8 Rad Sd.Kfz. 232 posto-radio della 5. SS-Panzer-Division "Wiking" in Russia, 1941.

Era una versione posto-radio con sovrastruttura fissa a cielo aperto, armata con una singola MG 34 calibro 7,92 mm ed equipaggiata di radio con antenna a ringhiera. Il nome ufficiale era Panzerfunkwagen Sd. Kfz. 262 (8-rad).